# Theodor Brorsen
Theodor Johan Christian Ambders Brorsen (Nordborg, 29 luglio 1819 – Nordborg, 31 marzo 1895) è stato un astronomo danese. Scoprì cinque comete, due delle quali periodiche: la Cometa Brorsen, perduta, e la Cometa Brorsen-Metcalf.

## Vita
Theodor Johan Christian Ambders Brorsen nacque nel villaggio di Nordborg, sull'isola di Als (nel sud dello Jutland), dal capitano Christian August Brorsen (1793-1840) e da sua moglie Annette Margrethe Gerhardine Schumacher (1788-1855). Dopo il divorzio consensuale dei suoi genitori nel 1822, Brorsen fu affidato alle cure materne. Le buone condizioni finanziarie della madre gli permisero di frequentare una scuola dei Moraviani a Christiansfeld (1826-1829) e dal 1830 al 1839 la scuola latina a Flensburgo. Su richiesta della madre, Brorsen studiò legge a Kiel nel 1839, a Berlino nel 1840, a Heidelberg nel 1841 e di nuovo a Kiel nel 1842, finché non decise di seguire la sua passione e iniziò a studiare astronomia a Kiel dal 1844.
Brorsen lavorò presso l'Osservatorio astronomico di Kiel nel 1846 e di Altona (Amburgo) nel 1847. Rifiutò un incarico presso l'Osservatorio astronomico Rundetaarn (torre circolare) di Copenaghen per accettare invece quello presso l'osservatorio privato del barone John Parish (1774-1858, inglese, noto come Freiherr von Senftenberg) a Žamberk (all'epoca chiamata Senftenberg) nell'odierna Repubblica Ceca. Quando divenne vacante nel 1854 la carica di direttore dell'Osservatorio di Altona, Brorsen si candidò a ricoprirla, ma non fu scelto. Dopo la morte del barone von Senftenberg nel 1858, i suoi eredi smantellarono l'osservatorio e ne vendettero gli strumenti, nonostante Brorsen avesse dato la propria disponibilità a lavorare gratuitamente. Ciononostante Brorsen rimase a Senftenberg per altri dodici anni e continuò le osservazioni astronomiche con i propri strumenti.
Nel 1870 tornò nella sua città natale, Nordborg, divenuta prussiana dalla Guerra dei ducati del 1864 e rimasta tedesca dal 1871 al plebiscito del 1920. Nel 1874 Brorsen si trasferì al numero 11 di via Løjtertoft, dove visse fino alla morte, accudito dalla sorellastra non sposata Amalie Petrine Brorsen (1832-1911). Negli anni trascorsi a Nordborg, comunque, Brorsen non si occupò più di astronomia. I suoi principali interessi furono la meteorologia, l'osservazione delle aurore boreali e la botanica, soprattutto la coltivazione delle orchidee.

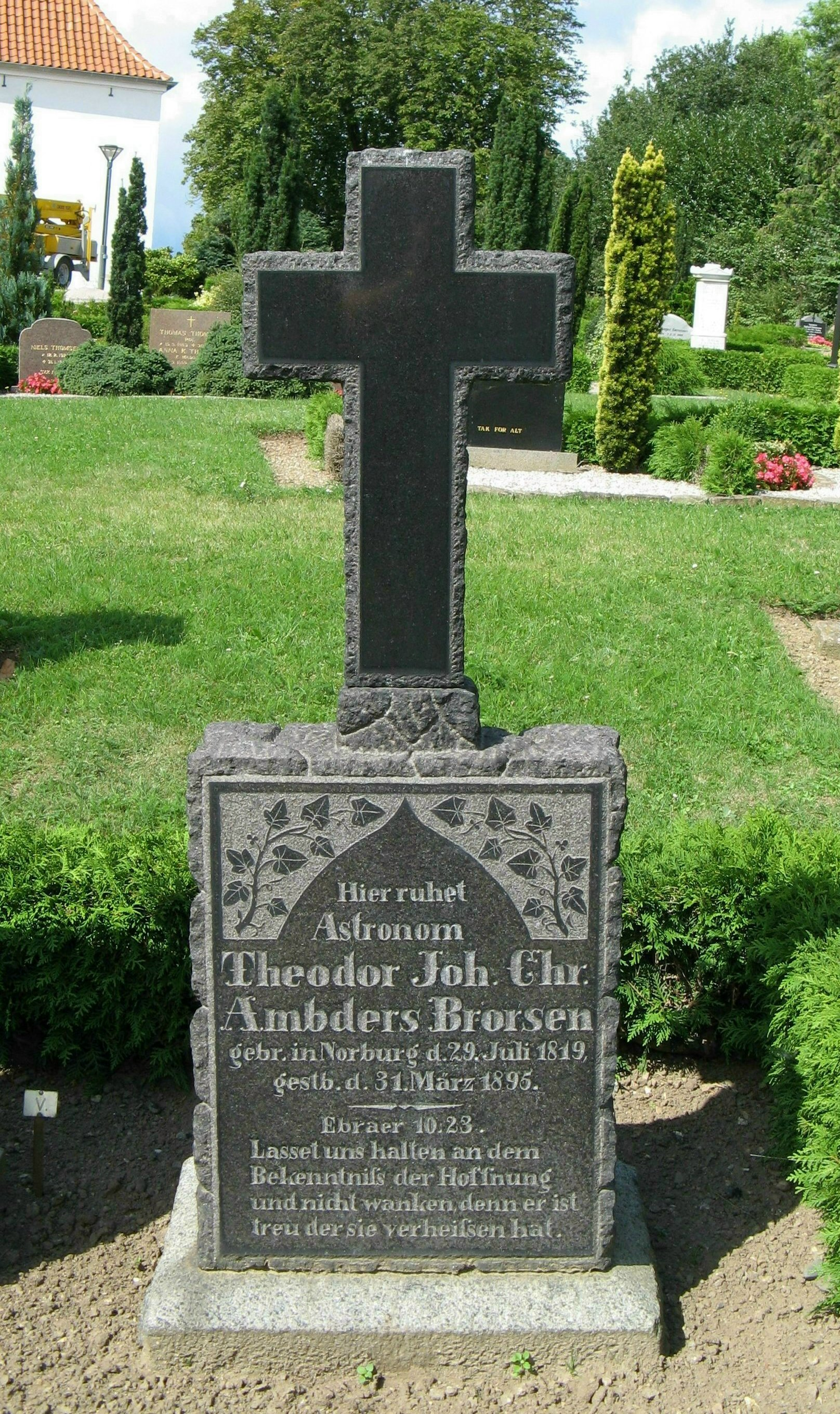
La lapide di Brorsen nel cimitero di Nordborg.

Brorsen manifestò un carattere introverso con paura dei legami sentimentali. Per due volte interruppe un fidanzamento all'ultimo momento (la prima volta con Louise Lassen di Sønderborg, la seconda volta con Miss Bernkopf di Žamberk) e non si sposò mai. Inoltre, ci sono testimonianze che Brorsen sviluppò una certa ostinazione negli ultimi 25 anni di vita, quelli trascorsi a Nordborg. Non tenne cura del suo vestiario, lasciò crescere i capelli e aprì dei fori negli stivali che gli comprimevano i piedi. Ogni giorno era abituato a bagnarsi nel lago Oldenor ed in inverno apriva un buco nel ghiaccio a tale scopo. Brorsen morì a 75 anni e fu sepolto il 5 aprile 1895 nel cimitero di Nordborg dove è ancora possibile visitare la sua tomba.

## Scoperte scientifiche
- Brorsen scoprì cinque comete: 1846 III, 1846 VII, 1847 V, 1851 III e 1851 IV. Due di esse hanno preso il suo nome perché periodiche. La cometa 1846 III è anche chiamata cometa Brorsen e la cometa 1847 V è chiamata Brorsen-Metcalf (perché riscoperta da Joel Hastings Metcalf nel 1919).
  - La cometa 5D/Brorsen (con un periodo orbitale di 5.46 anni) è stata vista l'ultima volta nel 1879. In tutto, ne sono state osservate cinque rivoluzioni intorno al Sole. Appartenente alla famiglia di Giove, comete che possono presentare una vita relativamente breve, la cometa 5D/Brorsen oggi potrebbe non esistere più.
  - La cometa 23P/Brorsen-Metcalf (con un periodo orbitale di 69.06 anni) fu osservata negli anni 1847, 1919 e 1989.  Appartiene alla famiglia della Cometa di Halley ed il suo ritorno è atteso per il 2059.

- Nel 1850, Brorsen (ri-)scoprì una nebulosa a emissione nella costellazione di Orione, NGC 2024, conosciuta anche come Nebulosa Fiamma, che era stata già osservata da William Herschel nel 1786, come oggi sappiamo.
- Brorsen potrebbe aver scoperto una sesta cometa il 16 marzo 1854, ma questa scoperta non fu confermata da altri astronomi.
- Nel 1854, Brorsen pubblicò la prima investigazione completa sul cosiddetto gegenschein ("bagliore opposto") della luce zodiacale. Spiegò il fenomeno correttamente e, inoltre, fu il primo ad osservare che la luce zodiacale può coinvolgere l'intero cielo, perché in condizioni favorevoli può essere osservato un flebile ponte di luce tra la luce zodiacale e il gegenschein.
- Nel 1856, Brorsen scoprì un ammasso globulare nella costellazione del Serpente, catalogato in seguito come NGC 6539.
- Inoltre, Brorsen investigò le occultazioni ed i moti propri delle stelle. Nel campo dell'astronomia teorica, calcolò il perielio delle orbite di comete e pianeti.

## Onorificenze
- Per ognuna delle prime tre comete scoperte, Brorsen ha ricevuto una medaglia d'oro dal Re di Danimarca Cristiano VIII. La medaglia che ricevette nel 1846 può oggi essere ammirata nel museo del castello di Sønderborg [1].
- Brorsen fu nominato membro corrispondente della società di storia naturale di Žamberk nel 1850.
- A Nordborg, gli è stata dedicata una strada (la Th. Brorsens vej).
- L'asteroide 3979 Brorsen, scoperto da Antonín Mrkos a Klet l'8 novembre 1983 è stato così nominato su proposta di Jana Tichá (MPC 27734 – 28 agosto 1996).